# Shenyang J-8
Shenyang J-8 (Jian-8; tên ký hiệu của NATO Finback) là một loại máy bay tiêm kích đánh chặn một chỗ do Trung Quốc chế tạo, có hình dáng bên ngoài gần giống với loại Sukhoi Su-15 do Liên Xô sản xuất.
J-8 được Trung Quốc tán tụng là có tính năng vượt trội so với Mig-21 của Liên Xô, nhưng trên thực tế, hồi đó công nghệ sản xuất máy bay của Trung Quốc còn quá lạc hậu, lại dựa trên mẫu thiết kế J-7 chỉ ngang ngửa với Mig-19 nên dù có cố gắng đến mấy, các kiểu J-8 sau này cũng chỉ chạm tới trình độ của Mig-21. Các phiên bản của J-8 đều sử dụng động cơ quốc nội, từ WS-6 đến WP-7B có lực đẩy vỏn vẹn 43.150 Hp (gia lực mới đạt đến 58.800 Hp), còn kém xa động cơ R-11F-300 của Liên Xô về cả tốc độ và độ bền. Thực tế cũng chứng tỏ, J-8 được coi là hiện đại hơn so với J-7 mà số lượng hiện đang sử dụng chỉ bằng hơn nửa của J-7 (300/500 chiếc) và bị đình chỉ sản xuất sớm hơn rất nhiều.
Mẫu máy bay này còn được Trung Quốc nâng cấp và cố gắng bán ra nước ngoài tuy nhiên không có nước nào mua. Vì thế Trung Quốc đang bắt đầu cho mẫu máy bay chiến đấu J-8 nghỉ hưu. Trong mắt các chuyên gia quân sự thế giới, J-8 vẫn là thiết kế hỏng, ít linh hoạt hơn "bản gốc" MiG-21. Khả năng cơ động của J-8 càng giảm khi mang thêm bom. Ngoài ra, trong quá trình phát triển J-8, Trung Quốc đã không thể đạt được những mục tiêu ban đầu do tiến độ phát triển các thiết bị điện tử hàng không và vũ khí không đồng bộ. Và xét toàn diện, J-8 không hề có sự vượt trội nào đáng kể so với J-7.

## Quốc gia sử dụng
Trung Quốc
- Không quân Quân giải phóng
- Không quân Hải quân Quân giải phóng

## Thông số kỹ thuật (J-8II/J-8B)

### Đặc điểm riêng
- Tổ lái: 1
- Chiều dài: 21.52 m (70 ft 7 in)
- Sải cánh: 9.34 m (30 ft 8 in)
- Chiều cao: 5.41 m (17 ft 9 in)
- Diện tích cánh: 42.2 m² (454 ft 3 in)
- Trọng lượng rỗng: 9,820 kg (21,600 lb)
- Trọng lượng cất cánh: 13,850 kg (30,500 lbf)
- Trọng lượng cất cánh tối đa: 17,800 kg (39,250 lbf)
- Động cơ: 2× WP-13A-II, 65.9 kN (14,815 lbf) mỗi chiếc

### Hiệu suất bay
- Vận tốc cực đại: Mach 2.2 (2339 km/h/1262 knot)
- Vận tốc hành trình:
- Tầm bay: 4,000 km (2,486 mi)
- Bán kính chiến đấu: 800 km(không tiếp nhiên liệu)/1300 km(1 lần tiếp nhiên liệu)
- Trần bay: 20,500 m (67,256 ft)
- Vận tốc lên cao: 200 m/s 12,200 m/min (39,400 ft/min)
- Lực nâng của cánh:
- Lực đẩy/trọng lượng: 0.65; 0.98 khi đốt đít

### Vũ trang
Có 7 giá treo vũ khí gồm 3 dưới mỗi cánh và 1 dưới bụng. Có thể mang 4.500 kg vũ khí gồm các vũ khí sau:
- 1× pháo Type 23-3 23 mm 2 nòng với 200 viên đạn.
- 4× tên lửa không đối không PL-2 hoặc PL-7, 1× tên lửa không đối đất SD-10A cùng 2 thùng dầu phụ 480 l.
- 4× tên lửa không đối không PL-5 hoặc PL-8, 1× tên lửa không đối không PL-12 cùng 2 thùng dầu phụ 480 l.
- Rốc két 57 mm hoặc 80 mm

### Máy bay có cùng sự phát triển
- Chengdu J-7

### Máy bay có tính năng tương đương
- Sukhoi Su-15